# 大西酔月
大西 酔月（おおにし すいげつ、生年不詳 - 明和9年（1772年））は、江戸時代中期の絵師。字は希蟾（きせん）。酔月は号で、別号に自明、西至。京都出身。
『画乗要略』では望月玉蟾（もちづき ぎょくせん）に学び、山水画・人物画を得意としたとされ、晩年は元・明時代の古画を良くしたとされる。松村月渓の最初の師といわれるが、詳細は不明。明和5年（1768年）版の『平安人物志』画家の項目では、円山応挙、伊藤若冲、池大雅、与謝蕪村らを押しのけて冒頭に挙げられているが、現在残っている作品は10点に満たない。明和9年（1772年）名古屋で客死した。

## 現存作品
| 作品名             | 技法         | 形状・員数 | 所有者                                   | 年代 | 落款・印章                                              | 備考               |
| ------------------ | ------------ | ---------- | ---------------------------------------- | ---- | ------------------------------------------------------- | ------------------ |
| 高士騎牛図         | 絹本著色     | 1幅        | 京都府立総合資料館（京都文化博物館管理） |      |                                                         |                    |
| 花鳥人物押絵貼屏風 | 紙本墨画     | 六曲一双   | 個人                                     |      |                                                         |                    |
| 唐仙人・唐美人図   | 絹本墨画淡彩 | 双幅       | 個人                                     |      |                                                         |                    |
| 竹虎図             | 紙本墨画     | 1幅        | 妙心寺塔頭・大法院                       |      | 落款「西酔月画」/「中明之印」白文方印・「酔月」朱文方印 | 朝鮮絵画風の虎図。 |
| 雲龍図             |              |            | 岡山・普賢院                             |      |                                                         |                    |
| 雲龍図             |              |            | 香川・與田寺                             |      |                                                         |                    |

## 参考資料
- 展覧会図録 『近世京都の狩野派展』 京都文化博物館、2004年
- 展覧会図録 『京都文化博物館開館10周年記念特別展 京（みやこ）の絵師は百花繚乱 「平安人物志」にみる江戸時代の京都画壇』 京都文化博物館、1998年